# Pompe funebri (romanzo)
Pompe funebri (Pompes funèbres) è un romanzo del 1948 dello scrittore francese Jean Genet. La prima edizione è stata limitata a 1 500 copie; mentre nel 1953 il testo è stato riveduto e corretto da Gallimard, con l'asportazione di alcuni passaggi ritenuti eccessivamente provocatori ed offensivi, e questa divenne poi la base per le successive edizioni in altre lingue.
In italiano il libro è stato edito in forma parziale e con tagli dalla Arnoldo Mondadori Editore ed in seguito in versione integrale dalla casa editrice Il Saggiatore.

## Trama
La vicenda narra di una storia d'amore e di tradimento al di fuori e al di sopra di ogni divisione politica; il protagonista racconta in ricordo e per l'onore del suo amante omosessuale, Jean Decarnin, che venne fatto uccidere dai tedeschi durante la seconda guerra mondiale.